# Cartão de beneficiário da Segurança Social
O Cartão de beneficiário da Segurança Social era um cartão emitido para todos os cidadãos portugueses maiores de 18 anos. Este continha um número, o NISS, ou Número de Identificação da Segurança Social. Sem este, não se pode pedir informações pessoais do respeito da Segurança Social nem aderir à Segurança Social Directa.

## Substituição
Com a criação do Cartão de Cidadão, o Cartão de Beneficiário da Segurança Social deixou de ser preciso, apresentando-se o Cartão de Cidadão em seu lugar.